# Martin Jäger
Pour les articles homonymes, voir Jäger.
Martin Jäger, né le 20 décembre 1987 à Walenstadt est un fondeur et biathlète suisse. Son plus grand succès 

## Biographie

### Carrière sportive
Martin Jäger court des compétitions de type course FIS à partir de 2003. Il représente le club des Gardes Frontières.
Il fait sa première apparition en Coupe du monde de ski de fond en février 2006 au sprint de Davos, qu'il termine dans les points avec une 23e place. Trois ans plus tard, il obtient son premier top 10 avec une neuvième place au sprint libre de Rybinsk. Il participe cette année à ses premiers Championnats du monde à Liberec, se classant 35e du sprint. C'est de nouveau à Rybinsk qu'il s'illustre en 2011, lorsqu'il atteint la finale du sprint pour prendre la quatrième place. Lors des Mondiaux 2011 à Oslo, il est demi-finaliste du sprint pour un onzième rang final. 
Il fait ses débuts internationaux en biathlon en 2014 dans l'IBU Cup, compétition dans laquelle il obtient un premier podium en 2017 à Otepää. Dans la Coupe du monde, il effectue une saison complète dès l'hiver 2015-2016, où il marque ses premiers points (40 premiers), qui contribue à sélection pour les Championnats du monde à Oslo.
En 2019, il obtient son meilleur résultat sur le sprint d'Antholz, où il est quatorzième.

Il crée la surprise aux Championnats d'Europe 2021 en remportant le titre sur le sprint devant Said Khalili, la seule victoire internationale de sa carrière.

### Vie privée
En août 2019, il se marie avec la biathlète Nadezhda Skardino, qui donne naissance à un garçon en fin d'année.

## Palmarès en ski de fond

### Championnats du monde
| Épreuve / Édition     | Sprint | Sprint                           | 15 km                            | 15 km     | Poursuite 2 × 15 km | 50 km | Relais | Relais    |
| Épreuve / Édition     | libre  | classique                        | libre                            | classique | Poursuite 2 × 15 km | 50 km | Sprint | 4 × 10 km |
| Mondiaux 2009 Liberec | 35e    | Épreuve inexistante à cette date | Épreuve inexistante à cette date | —         | —                   | —     | —      | —         |
| Mondiaux 2011 Oslo    | 11e    | Épreuve inexistante à cette date | Épreuve inexistante à cette date | —         | —                   | —     | —      | —         |

Légende :
- : pas d'épreuve
- — : Non disputée par Martin Jäger

### Coupe du monde
- Meilleur classement général : 69e en 2012.
- Meilleur résultat individuel : 4e.

#### Classements en Coupe du monde
| Saison    | Classement général final | Classement sprint |
| 2005-2006 | 144e                     | 64e               |
| 2008-2009 | 86e                      | 41e               |
| 2010-2011 | 84e                      | 45e               |
| 2011-2012 | 69e                      | 31e               |
| 2012-2013 | 118e                     | 68e               |
| 2013-2014 | 86e                      | 38e               |

### Championnats du monde des moins de 23 ans
- Médaille d'argent du sprint libre en 2010 à Hinterzarten.

## Palmarès en biathlon

### Championnats du monde
| Édition / Épreuve | Individuel | Sprint | Poursuite | Mass start | Relais | Relais mixte | Relais mixte simple              |
| ----------------- | ---------- | ------ | --------- | ---------- | ------ | ------------ | -------------------------------- |
| Oslo 2016         | —          | 48e    | 55e       | —          | —      | —            | Épreuve inexistante à cette date |
| Östersund 2019    | 73e        | 45e    | 46e       | —          | —      | —            | —                                |
| Pokljuka 2021     | 75e        | 44e    | 43e       | —          |        | —            | —                                |

### Championnats d’Europe
- Médaille d'or du sprint en 2021 à Duszniki-Zdrój.
- Médaille de bronze du relais mixte en 2022 à Arber.

### Coupe du monde
- Meilleur classement général : 58e en 2019.
- Meilleur résultat individuel : 14e.

#### Classements en coupe du monde
| Saison    | Classement général final | Individuel | Sprint | Poursuite | Mass start |
| 2015-2016 | 104e                     | nc         | 91e    | nc        |            |
| 2016-2017 | 85e                      |            | 73e    | nc        |            |
| 2017-2018 | nc                       | nc         | nc     | -         |            |
| 2018-2019 | 58e                      | nc         | 52e    | 55e       | 46e        |
| 2019-2020 | nc                       | nc         | nc     | nc        |            |
| 2020-2021 | 75e                      | nc         | 75e    | 63e       | nc         |

### IBU Cup
- 2 podiums, dont une première place (champion d'Europe).